# Vonda Kay Van Dyke
Vonda Kay Van Dyke (Muskegon, 1943) è un'ex modella statunitense, eletta Miss Arizona 1964 e Miss America 1965. È stata l'unica Miss America nella storia del concorso ad essere eletta anche Miss Congeniality. In precedenza era stata anche eletta Miss Arizona Junior 1961 e nel 1962 partecipò al concorso per Miss Phoenix, senza però vincerlo. Successivamente, riuscì a vincere, in ordine cronologico, Miss Tempe 1964, Miss Maricopa County, Miss Arizona e alla fine Miss America, dove è stata l'unica concorrente a fare la ventriloqua durante la prova del talento.
Dopo la fine del regno, Vonda Kay Van Dyke è rimasta nel mondo dell'intrattenimento per qualche tempo. Nel 1966 ha scritto la guida per adolescenti cristiane That Girl in Your Mirror, a cui nel 1967 fece seguito Dear Vonda Kay. In seguito l'ex modella registrò alcuni album musicali a partire da Here's Vonda Kay. Attualmente Van Dyke vive a Laguna Beach, California, ed è la vedova di David Tyler Scoates (26 ottobre 1934–6 maggio 2000),, pastore della Florida, dal quale ha avuto una figlia.